# SBS即配
SBS即配株式会社は、SBSホールディングス傘下の即日配達事業を行っていた運送企業。
2015年7月1日に同グループ別会社だったSBSサポートロジ株式会社へ吸収合併され、SBS即配サポート株式会社となっている。

## 事業所
- 東京配送センター - 東京都江東区新砂1-5-29、業務・配送
- 城北店（東京都北区）
- 多摩支店（東京都調布市）
- 府中営業所（東京都府中市）
- 神奈川支店（東京都町田市）
- 埼玉支店（埼玉県さいたま市桜区）
- 埼玉支店大宮事業所（埼玉県さいたま市北区・シヤチハタ株式会社内）
- 千葉支店（千葉県船橋市）
- 豊橋物流センター（愛知県豊川市）
- 日経PR事業部（東京都江東区）

## 沿革
- 1988年9月 - 南関東1都3県(東京都・千葉県・神奈川県・埼玉県)をエリアとする即日配送運送事業会社として、株式会社関東即配（本社・東京都墨田区）を設立[1]。
- 1992年6月 - 株式会社総合物流システム（初代。後に株式会社エスビーエスを経て、現在のSBSホールディングス株式会社）と共同で、有限会社埼玉日商（後のSBSサポートロジ）を買収。
- 2004年7月 - SBSロジテム株式会社に商号変更。株式会社エスビーエス（現在のSBSホールディングス株式会社）より、3PL事業、日経PR事業を継承する。
- 2013年6月 - SBS即配株式会社に商号変更。
- 2015年7月 - SBSサポートロジ株式会社へ吸収合併され、SBS即配サポート株式会社となる。

## 関連会社
直接の同社傘下に無いSBSホールディングス株式会社関連企業については、SBSホールディングス#傘下企業を参照のこと。